# Caiçara (Canindé)
Caiçara é um distrito do município brasileiro de Canindé, no interior do estado do Ceará. Segundo o censo demográfico de 2022, realizado pelo Instituto Brasileiro de Geografia e Estatística (IBGE), sua população era de 3 181 habitantes e havia 1 087 domicílios particulares permanentes ocupados. Foi criado pela lei municipal nº 1.831 de 13 de abril de 2004.
De acordo com o IBGE, em 2010 a população era de 3 618 habitantes e havia 1 213 domicílios particulares.